# Cyphostemma vogelii
Cyphostemma vogelii är en vinväxtart som först beskrevs av Joseph Dalton Hooker, och fick sitt nu gällande namn av Descoings. Cyphostemma vogelii ingår i släktet Cyphostemma och familjen vinväxter. Inga underarter finns listade i Catalogue of Life.